# Арагацотн
Вижте пояснителната страница за други значения на Арагацотн.
Арагацотн (на арменски: Արագածոտնի մարզ) е област в Западна Армения с площ от 2753 кв. км. Областният ѝ център е град Ащарак.

## Население
- 127 100 (по приблизителна оценка за януари 2018 г.)[1]